# Brahim Baffou
Pas d'image ? Cliquez ici

a Compétitions nationales et continentales officielles uniquement.

Dernière mise à jour le 22 mai 2020.
Brahim Baffou, né le 25 janvier 1984 à Villeneuve-sur-Lot, est un joueur français de rugby à XV qui évolue au poste de pilier.

## Biographie
Né à Villeneuve-sur-Lot
, Brahim Baffou commence la pratique du rugby à XV au RC Villeneuve,. Pilier de formation, il est polyvalent à tous les postes de la première ligne,,.
Il quitte les cadets de Villeneuve-sur-Lot afin d'intégrer le centre de formation du SU Agen en catégorie Crabos,.
Après ce bref passage à Agen, il s'éloigne du Lot-et-Garonne pour rejoindre les Reichels de l'US Dax,. Il joue son premier match professionnel en mars 2008, dans le cadre du Top 14 pour le déplacement chez le Stade toulousain,.
Après avoir évolué six saisons sous le maillot dacquois sous contrat junior, il retourne au niveau amateur pour y signer son premier contrat professionnel avec l'UR Marmande Casteljaloux. Pendant deux saisons en Fédérale 1, il manque de peu l'accession à la Pro D2. Il défend ensuite les couleurs de l'Avenir valencien pendant deux autres saisons,, échouant à une marche de l'accession en Pro D2 en 2012.
Baffou rejoint le CA Saint-Étienne à l'intersaison 2012, jouant à nouveau le haut du tableau en Fédérale 1,. Après une année dans le Forez, il joue deux saisons au sein de l'US Romans Péage.
Il retourne à Marmande, sous le maillot de l'US Marmande en Fédérale 2 à partir de la saison 2015-2016,. Baffou et l'USM font leur retour en Fédérale 1 à partir de la saison 2018-2019,.
Alors que la fin de la saison 2019-2020 est annulée par la pandémie de Covid-19 en France, il choisit de quitter les divisions fédérales de haut niveau et s'engage avec le RC bazeillais, club de l'agglomération de Marmande évoluant en division Honneur,.
Après la saison 2021-2022, il intervient en tant qu'entraîneur auprès des espoirs de l'US Marmande.